# Lucius Laelius Fuscus
Lucius Laelius Fuscus war ein im 1. oder 2. Jahrhundert n. Chr. lebender Angehöriger der römischen Armee. Durch eine Inschrift auf einer Urne, die in Rom gefunden wurde, ist seine militärische Laufbahn bekannt.
Fuscus diente in der Prätorianergarde in Rom, in der er nacheinander zum optio equitum, vexillarius equitum und fisci curator befördert wurde. Nachdem er seine reguläre Dienstzeit von 16 Jahren beendet hatte, verblieb er weiter als Evocatus Augusti in der Armee. Zu einem unbestimmten Zeitpunkt wurde er zum Centurio befördert und diente in den folgenden Einheiten (in dieser Reihenfolge) in Rom: in der Cohors I vigilum, als centurio statorum, in der Cohors XIIII urbana und in der Cohors X praetoria. Aus der Inschrift geht außerdem hervor, dass er den Status eines Trecenarius erreichte und zuletzt als Centurio in der Legio VII Claudia (oder in der Legio VII Gemina) diente.
Fuscus starb im Alter von 65 Jahren (vixit annos LXV), nachdem er 42 Jahre in der Armee gedient hatte (militavit annos XXXXII).

## Legio VII Claudia / VII Gemina
Die Epigraphische Datenbank Heidelberg gibt den Namen der Legion in der Inschrift mit leg(ionis) VII G(eminae) P(iae) F(elicis) an. Die Epigraphik-Datenbank Clauss-Slaby (EDCS), L’Année épigraphique (AE 1899, 143) und die Inscriptiones Latinae selectae (9190) geben dagegen leg(ionis) VII C(laudiae) p(iae) f(idelis) an. James Robert Summerly gibt ebenfalls leg(ionis) VII C(laudiae) p(iae) f(idelis) an.

## Datierung
Die Inschrift wird bei der EDCS auf 71/130 datiert. James Robert Summerly datiert die Dienstzeit von Fuscus bei der Legio VII Claudia in einen Zeitraum zwischen 90 und 120.